# The Games Factory
The Games Factory (w skrócie TGF) – program typu silnik gry wyprodukowany przez firmę Clickteam (dawniej pod nazwą Europress) w 1996 roku. Umożliwia tworzenie gier bez znajomości języków programowania i zaawansownych struktur oprogramowania. Uproszczony i ergomiczny graficzny interfejs umożliwia tworzenie obiektów i ich animacji, ustawianie ich w tzw. ramkach, a następnie zdefiniowanie ich zachowań w edytorze zdarzeń.
The Games Factory jest bezpośrednim następcą programu Klik & Play oraz siostrzanym produktem Click & Create (później znany pod nazwą Multimedia Fusion Express). Ostatnia wersja ukazała się 2003 roku, jego następcą jest Multimedia Fusion.

## Interfejs programu
Interfejs The Games Factory jest podzielony na trzy główne elementy:
- Edytor etapu – pozwala na tworzenie obiektów i animacji, oraz umieszczenie ich na planszy,
- Edytor scenariusza – pozwala na zarządzanie etapami,
- Edytor zdarzeń – pozwala zdefiniować zachowanie obiektów.

The Games Factory jest przeznaczony do tworzenia przede wszystkim prostych gier 2D. Otwarta struktura programu pozwala jednak zwiększyć jego możliwości za pomocą licznych pluginów. Za ich pomocą można osiągnąć zaawansowane efekty - począwszy od funkcji trygonometrycznych, poprzez operacje na plikach i ciągach, skończywszy na grach internetowych i grafice 3D. Możliwe jest również tworzenie programów użytkowych, poczynając od prostego edytora tekstu, kończąc na menedżerach plików czy klientach FTP.
Ze względu na specyfikę działania, najczęściej tworzonymi gatunkami gier w TGF są klasyczne gry platformowe, gry logiczne oraz zręcznościowe.
Oryginalnie, The Games Factory umożliwia wydanie gry w formatach dla Windows (.exe lub .scr), Java Internet Applet (.jar), Java Web Start (.jar) oraz format utworzony przez samego producenta programu, Vitalise! Sub-Application (.ccn).
Mimo to istnieje możliwość zakupu dodatkowego programu o nazwie Flash Export Module, utworzonego przez tego samego producenta (Clickteam), który umożliwia budowanie gier w popularnym wówczas formacie Flash (.swf).

## Historia
The Games Factory został wydany w 1996 r. razem z siostrzanym programem Click & Create. Wydany został w dwóch wersjach - HOME oraz PRO. Pierwsza była tańsza, lecz do każdej stworzonej gry dodawała na końcu komunikat z informacją o programie, w jakim została stworzona. Oprócz tego licencja użytkowania nie zezwala na sprzedawanie utworzonych gier i programów. Tymi ograniczeniami nie została objęta wersja PRO, która usuwała komunikat końcowy oraz zezwalała na sprzedaż gier. Istniała również trzecia wersja unregistered, która dawała darmowy dostęp przez 30 dni do wersji HOME.
W 1998 r. ukazał się następca The Games Factory o nazwie Multimedia Fusion. W 2003 r. wydano ostatnią wersję 1.06 wprowadzającą zewnętrzne rozszerzenia (pluginy).  
W Polsce w kwietniu 2002 r. The Games Factory znalazł się w dwumiesięczniku „Twój Niezbędnik" Komputer Świat. Program można było zainstalować w wersji HOME 1.04 w języku polskim. Tego samego roku Komputer Świat zorganizował również konkurs na stworzenie najlepszej gry w tym programie. Wyniki ogłoszono w styczniu 2003 roku, zwycięzcą został Krzysztof Krupiński z grą o tytule „Bohater". 

## Przykłady rozszerzeń
Począwszy od wersji 1.06, program obsługuje zewnętrzne rozszerzenia, umożliwiające tworzenie nowych obiektów i posługiwanie się ich wewnętrznymi funkcjami. Niektóre z rozszerzeń to:
- Advanced Math - zaawansowane obliczenia matematyczne
- Binary - operacje na plikach
- Dialog Object - generator systemowych okien dialogowych
- Display Properties - modyfikacje ustawień rozdzielczości i palety barw
- DMC2 - odtwarzanie muzyki w popularnych formatach MP3, WAV i MOD
- Fast Loop - obsługa pętli iteracyjnych
- Klik OpenGL - wyświetlanie grafiki 3D
- Moosock - połączenia TCP/IP i tworzenie gier online
- Registry Object - obsługa systemowego rejestru
- String Parser 2 - zaawansowane operacje na napisach i listach
- Tray icon - obsługa ikony w zasobniku systemowy

## Przykładowe gry utworzone z użyciem TGF
- Bohater (zwycięzca konkursu na najlepszy projekt stworzony w programie The Games Factory organizowany przez Komputer Świat)[4]
- 2001 Alien Combat[6]
- Zeb[7]
- Lobotomy[8]